# 科普特禮天主教亞歷山大教區
科普特禮天主教亞歷山大教區（拉丁語：Eparchia Alexandrina Coptorum）是埃及一個東儀天主教（科普特禮）教區，屬亞歷山大宗主教區。
成立於1895年11月26日。雖然教區名義上位於亞歷山卓，但宗主教府實際位於首都開羅，座堂位於納西爾城。2009年有28,345名教友、卅二個堂區、六十六名司鐸。現任教區主教為易卜拉希姆·伊萨克·西德拉克。